# Dulce Chacón
Dulce Chacón (ur. 6 czerwca 1954 w Zafrze, zm. 3 grudnia 2003 w Madrycie) – hiszpańska pisarka.
Urodziła się w konserwatywnej rodzinie w Estremadurze. Po śmierci ojca, kiedy miała 12 lat, przeprowadziła się wraz z rodziną do Madrytu. Była znana ze swoich postępowych poglądów. Wzięła udział w organizacji wielkiej demonstracji przeciw wojnie w Iraku w Madrycie 15 marca 2003. Z powszechnym uznaniem została przyjęta jej powieść Uśpiony głos opisująca cierpienie kobiet w trakcie i po zakończeniu wojny domowej w Hiszpanii. Otrzymała nagrody: Premio de Poesía Ciudad de Irún (za Contra el desprestigio de la altura), XXIV Premio Azorín (za Cielos de barro) oraz Premio Libro del Año 2002 (za Uśpiony głos).

## Dzieła
- Querrán ponerle nombre (1992)
- Las palabras de la piedra (1993)
- Contra el desprestigio de la altura (1995)
- Algún amor que no mate (1996)
- Blanca vuela mañana
- Háblame, musa, de aquel varón (1998)
- Algún amor que no mate
- Segunda mano 1998
- Matar al ángel (1999)
- Cielos de barro (2000)
- Uśpiony głos (La voz dormida, 2002, wyd. pol. 2014)
- Cuatro gotas (2003)
- Te querré hasta la muerte (2003).